# Model'
Model' (in ucraino Модель?) è il terzo album in studio del gruppo musicale ucraino Okean El'zy, pubblicato nel 2001.

## Tracce
1. 911 – 3:29
2. Ja do tebe – 4:47
3. Druh č.1 – 1:23
4. Druh č.2 – 4:04
5. Ty sobi sama – 3:49
6. Kvitka – 4:15
7. Vstavaj – 2:54
8. Isn't It son – 3:40
9. Koko Šanel' – 3:55
10. S'ohodni – 3:28
11. Vulycja (Može, vse ne tak) – 5:26

## Citazioni
"L'argomento su cui ho scritto la canzone "Друг" mi ha toccato personalmente e credo di non essere l'unico ad aver condiviso una tale esperienza.. è che alcuni hanno paura a parlare ad alta voce" (Svyatoslav Vakarchuk)